# 最後の聖戦 (アルバム)
『最後の聖戦』（さいごのせいせん）は筋肉少女帯の12枚目のアルバム。1999年の活動凍結前の最後のオリジナルアルバムである。

## 解説
製作当初は「戦場で重傷を負い、それでも故郷へ帰ろうとしたが力尽きてしまった兵士の魂を、ドラえもんがタケコプターで兵士の死体ごと故郷へ運ぶ」という非常にダークなテーマであったが、ドラえもんを出した場合の著作権料を考慮した結果、没になったそうである。
アルバムタイトルの由来は大槻ケンヂ曰く「筋肉少女帯としてこの5人でやっていくのは限界と思って付けた」。その後メンバーの脱退もあり、バンドは活動凍結した。
2018年6月20日にはメジャーデビュー30周年を記念して、ボーナストラックを加え、メンバー監修のもと全曲リマスタリングし、『最後の聖戦+8』と改題して再発売されたほか、同日にはiTunesなどの音楽配信サイトにて、ボーナストラックを除いたリマスター音源が配信された。

## 収録曲
ボーナストラックを除き、全編曲：筋肉少女帯
1. カーネーション・リインカネーション
（作詞：大槻ケンヂ / 作曲：本城聡章・筋肉少女帯）
対戦型格闘ゲーム『ブラッディロア2』（開発：エイティング/ライジング、販売：ハドソン）オープニングテーマ。
カーネーションは「愛」、リインカネーションは「輪廻」を意味する。
2. トキハナツ
（作詞：大槻ケンヂ / 作曲：本城聡章・筋肉少女帯）
シャーロック・ホームズの「バスカヴィル家の犬」の名前が詞に使われている。
3. 境目のない世界
（作詞：大槻ケンヂ・P-子 / 作曲：橘高文彦・筋肉少女帯）
4. お散歩ネコちゃん若き二人の恋結ぶ
（作詞：茉莉花 / 補作詞：本城聡章・大槻ケンヂ / 作曲：本城聡章・筋肉少女帯）
5. 哀愁のこたつみかん
（作詞：大槻ケンヂ / 作曲：大槻ケンヂ・筋肉少女帯）
6. 友と学校
（作詞：大槻ケンヂ・内田雄一郎 / 作曲：内田雄一郎・筋肉少女帯）
7. 221B戦記
（作詞：大槻ケンヂ / 作曲：本城聡章・筋肉少女帯）
歌手の水木一郎がゲストボーカル、声優の神谷明、宮村優子が声で参加。
8. タチムカウ -狂い咲く人間の証明-
（作詞：大槻ケンヂ / 作曲：本城聡章・筋肉少女帯）
プロレスラーの入江茂弘がデビュー当時より入場曲として使用。
当初は正式な許可を得ずに使用していたが、2013年8月18日に両国国技館で行われたDDTプロレスリング「DDT万博」にて筋肉少女帯も来場し、メンバーの生演奏で入場した。現在はこの曲をアレンジしたバージョンを使用。
9. 青ヒゲの兄弟の店
（作詞：水戸華之介 / 作曲：橘高文彦・筋肉少女帯）
元アンジーの水戸華之介がゲストボーカルで参加。
「タチムカウ -狂い咲く人間の証明-」のカップリング曲。
10. 山と渓谷
（作詞：大槻ケンヂ・内田雄一郎 / 作曲：内田雄一郎・筋肉少女帯）
「小さな恋のメロディ」のカップリング曲。
11. ペテン
（作詞：大槻ケンヂ / 作曲：本城聡章・筋肉少女帯）
12. カーネーション・リインカネーション (Honjo's Demo)
『最後の聖戦+8』のみボーナストラック
13. 山と渓谷 (Uchida's Demo)
『最後の聖戦+8』のみボーナストラック
14. 哀愁のこたつみかん (Pre-production)
『最後の聖戦+8』のみボーナストラック
15. 青ヒゲの兄弟の店 (Pre-production, Kitsutaka Vo.)
『最後の聖戦+8』のみボーナストラック
16. ペテン (Honjo's Demo)
『最後の聖戦+8』のみボーナストラック
17. 境目のない世界 (Kitsutaka's Demo)
『最後の聖戦+8』のみボーナストラック
18. 旅の友 (Uchida's Demo)
『最後の聖戦+8』のみボーナストラック
19. 人間のブルース［人間のバラード］ (Otsuki's Demo)
『最後の聖戦+8』のみボーナストラック

## 演奏者
- 大槻ケンヂ - ボーカル
- 橘高文彦 - ギター
- 本城聡章 - ギター
- 内田雄一郎 - ベース
- 太田明 - ドラム
- 秦野猛行 - キーボード（ゲスト）
- 水木一郎 - ボーカル（ゲスト）
- 宮村優子 - ボーカル（ゲスト）
- 神谷明 - ボーカル（ゲスト）
- 安紀 - コーラス（ゲスト）